# Erich Preuß
Erich Preuß (* 26. Februar 1940 in Zittau; † 3. April 2014 in Berlin) war ein deutscher Eisenbahner, Fachjournalist und Sachbuchautor.

## Leben
Erich Preuß war zu Zeiten der DDR unter anderem als Facharbeiter bei der Deutschen Reichsbahn tätig, davon knapp 15 Jahre lang als Fahrdienstleiter in Cottbus und Zittau. Er studierte Verkehrstechnik und Rechtswissenschaften mit Abschluss als Diplom-Jurist. Später arbeitete er als Redakteur der Eisenbahnerzeitung Fahrt frei.
Seit Ende der 1970er Jahre hat Erich Preuß zahlreiche Fachbücher rund um das Thema Eisenbahn veröffentlicht, einige davon gemeinsam mit seinem Zwillingsbruder Reiner. Er konzentrierte sich dabei zunächst auf verschiedene ostdeutsche Schmalspurbahnen und verfasste dann nach der Deutschen Wiedervereinigung mehrere Bücher über Zugunglücke – darunter eine Monografie des ICE-Unfalls von Eschede – und arbeitete in Der Reichsbahn-Report: 1945–1993. Tatsachen, Legenden, Hintergründe (1993) die Geschichte des einstigen DDR-Staatsbetriebs auf. Zusammen mit Karlheinz Hartung verfasste er die Chronik deutsche Eisenbahnen 1835–1995 (1996) und beschäftigte sich mit der Historie des elektrischen Zugbetriebes in Deutschland (Züge unter Strom, 1998). Neben seinen Werken zur Geschichte der Eisenbahn in Deutschland hat Preuß seit Mitte der 1990er Jahre mehrere Bücher vorgelegt, die verschiedene Aspekte der Bahnanlagentechnik und des Bahnbetriebs beleuchten.
Nach der Jahrtausendwende brachte er drei Bücher heraus, in denen er sich mit der Geschichte und Entwicklung der Deutschen Bundesbahn und dem daraus entstandenen Nachfolger Deutsche Bahn auseinandersetzt: Die zerrissene Bahn 1990–2000 (2001), Eisenbahnunfälle bei der Deutschen Bahn und Bahn im Umbruch (beide 2004). Von Preuß stammt zudem eine 1987 erschienene Biografie des englischen Ingenieurs und Hauptbegründers des Eisenbahnwesens George Stephenson.
Die meisten seiner Bücher hat Preuß im Transpress Verlag veröffentlicht, einige im GeraMond Verlag. Außerdem war er Herausgeber der im GeraMond-Verlag, München, erscheinenden Loseblattsammlungen Das war die DR, Deutsche Reichsbahn. Das große Archiv des DDR-Schienenverkehrs und Das große Archiv der deutschen Bahnhöfe.
Preuß war regelmäßiger Mitarbeiter des Eisenbahnmagazins Bahn Extra und schrieb auch für die sozialistische Tageszeitung Neues Deutschland über Bahnthemen.
Erich Preuß lebte und arbeitete in Berlin, wo er am 3. April 2014 verstarb.

## Schriften
- Die Spreewaldbahn. Transpress, Berlin 1979 (westdeutsche Lizenzausgabe in der Reihe Kleine Verkehrs-Geschichte bei Alba, Düsseldorf 1979 – mehrere Auflagen, zuletzt überarbeitete und aktualisierte Neuausgabe unter dem Titel Alles über die Spreewaldbahn. Transpress, Stuttgart 2010, ISBN 978-3-613-71390-1).
- zusammen mit Reiner Preuß: Schmalspurbahnen der Oberlausitz. In der Reihe Transpress-Verkehrsgeschichte. Transpress, Berlin 1980.
- zusammen mit Reiner Preuß: Schmalspurbahnen in Sachsen. Ein Jahrhundert Eisenbahngeschichte. Transpress, Berlin 1983 (westdeutsche Lizenzausgabe bei Alba, Düsseldorf 1983, ISBN 3-87094-091-3 – mehrere Auflagen, zuletzt als von Reiner Preuß überarbeitete und aktualisierte Neuausgabe unter dem Titel Alles über Schmalspurbahnen in Sachsen. Transpress, Stuttgart 2012, ISBN 978-3-613-71440-3).
- zusammen mit Reiner Preuß: Lexikon Erfinder und Erfindungen: Eisenbahn. Transpress, Berlin 1986, ISBN 3-344-00053-5 (Lizenzausgabe für die Bundesrepublik Deutschland, Berlin (West), Österreich und die Schweiz bei von Decker, Heidelberg 1986, ISBN 3-7685-2586-4).
- George Stephenson. Band 88 der Reihe Biographien hervorragender Naturwissenschaftler, Techniker und Mediziner. Teubner, Leipzig 1987, ISBN 3-322-00419-8.
- zusammen mit Klaus Jünemann: Schmalspurbahnen zwischen Spree und Neiße. In der Reihe Transpress-Verkehrsgeschichte. Transpress, Berlin 1985 (Neuausgabe unter dem Titel Alles über Schmalspurbahnen zwischen Spree und Neiße. Transpress, Stuttgart 2011, ISBN 978-3-613-71416-8).
- zusammen mit Reiner Preuß: Sächsische Staatseisenbahnen. Transpress, Berlin, und Motorbuch-Verlag, Stuttgart 1991, ISBN 3-344-70700-0.
- Eisenbahnunfälle in Europa. Tatsachen, Berichte, Protokolle. Transpress, Berlin 1991, ISBN 3-344-70716-7.
- Tragischer Irrtum. Eisenbahnunfälle der 80er Jahre. Transpress, Berlin 1993, ISBN 3-344-70772-8.
- Der Reichsbahn-Report: 1945–1993. Tatsachen, Legenden, Hintergründe. Transpress, Berlin 1993, ISBN 3-344-70789-2.
- Brandenburg, Mecklenburg-Vorpommern. In der Reihe Archiv deutscher Klein- und Privatbahnen. Transpress, Berlin 1994, ISBN 3-344-70906-2.
- zusammen mit Hans-Dieter Rammelt und Günther Fiebig: Geschichte der Klein- und Privatbahnen. Entwicklung, Bau, Betrieb. In der Reihe Archiv deutscher Klein- und Privatbahnen. Transpress, Berlin 1995, ISBN 3-344-71007-9.
- zusammen mit Karlheinz Hartung: Chronik deutsche Eisenbahnen 1835–1995. Transpress, Stuttgart 1996, ISBN 3-344-71038-9.
- zusammen mit Reiner Preuß: Schmalspurbahnen in Mecklenburg-Vorpommern und Brandenburg. In der Reihe Archiv deutscher Klein- und Privatbahnen. Transpress, Stuttgart 1996, ISBN 3-344-71023-0.
- Stellwerke deutscher Eisenbahnen. Technik und Bauwerk. In der Reihe Verkehrsgeschichte. Transpress, Stuttgart 1996, ISBN 3-344-71025-7.
- Reise ins Verderben. Eisenbahnunfälle der 90er Jahre. Transpress, Stuttgart 1997, ISBN 3-613-71058-7.
- Die Bayerische Zugspitzbahn und ihre Seilbahnen. In der Reihe Verkehrsgeschichte. Transpress, Stuttgart 1997, ISBN 3-613-71054-4.
- Züge unter Strom. Die Geschichte des elektrischen Zugbetriebes in Deutschland. GeraMond, München 1998
- Signale deutscher Eisenbahnen. In der Reihe Verkehrsgeschichte. Transpress, Stuttgart 1998, ISBN 3-613-71072-2.
- Kursbuch des Schreckens. Eisenbahnunfälle der 80er und 90er Jahre. Transpress, Stuttgart 1998, ISBN 3-613-71093-5 – vereint die zuvor einzeln erschienenen Bände Tragischer Irrtum. Eisenbahnunfälle der 80er Jahre und Reise ins Verderben. (Eisenbahnunfälle der 90er Jahre).
- Eschede, 10 Uhr 59. Die Geschichte einer Eisenbahn-Katastrophe. GeraNova-Zeitschriftenverlag, München 1998, ISBN 3-932785-21-5.
- zusammen mit Andreas Butter und Hans-Joachim Kirsche: Berlin Ostkreuz. Die Drehscheibe des S-Bahn-Verkehrs. GeraMond, München 2000, ISBN 3-932785-24-X.
- Eisenbahner. Ein Traumberuf im Wandel der Zeiten. GeraMond, München 2000, ISBN 3-932785-97-5.
- Eisenbahn-Attentate. Anschläge, Erpressungen, Sabotage. Transpress, Stuttgart 2000, ISBN 3-613-71145-1.
- Wendezüge. In der Reihe Verkehrsgeschichte. Transpress, Stuttgart 2001, ISBN 3-613-71165-6.
- zusammen mit Hans-Joachim Kirsche: Wunderwelt der Eisenbahn. Superlative, Rekorde, Kuriositäten. GeraMond, München 2001, ISBN 3-932785-99-1.
- Die Niederbarnimer Eisenbahn. Von Berlin ins Heidekraut. In der Reihe Verkehrsgeschichte. Transpress, Stuttgart 2001, ISBN 3-613-71150-8.
- Die zerrissene Bahn 1990–2000. Tatsachen, Legenden, Hintergründe. Transpress, Stuttgart 2001, ISBN 3-613-71154-0.
- Eisenbahnunfälle bei der Deutschen Bahn. Ursachen, Hintergründe, Konsequenzen. Transpress, Stuttgart 2004 (vollständig überarbeitete und aktualisierte Neuausgabe ebenda 2008, ISBN 978-3-613-71347-5).
- Bahn im Umbruch. Tatsachen – Hintergründe – Konsequenzen. Transpress, Stuttgart 2004, ISBN 3-613-71244-X.
- Der Reichsbahn-Report Teil 2. Transpress, Stuttgart 2005, ISBN 3-613-71258-X
- So funktionieren Eisenbahn-Signalsysteme. Transpress, Stuttgart 2005, ISBN 978-3-613-71267-6.
- So funktionieren Eisenbahn-Stellwerke. Transpress, Stuttgart 2007, ISBN 978-3-613-71307-9.
- Berlin Hauptbahnhof . Transpress, Stuttgart 2006 (vollständig überarbeitete und aktualisierte Neuausgabe ebenda 2007, ISBN 978-3-613-71318-5).
- So funktioniert der Eisenbahnbetrieb. Transpress, Stuttgart 2008, ISBN 978-3-613-71334-5.
- zusammen mit Reiner Preuß: Die Chronik der Deutschen Reichsbahn 1945–1993. Eisenbahn in der DDR. GeraMond, München 2009, ISBN 978-3-7654-7094-3.
- So funktioniert ein Bahnhof. Transpress, Stuttgart 2009, ISBN 978-3-613-71371-0.
- Deutsche Eisenbahnen 1835 bis heute. Transpress, Stuttgart 2010, ISBN 978-3-613-71380-2.
- 100 legendäre Bahnhöfe. Transpress, Stuttgart 2010, ISBN 978-3-613-71389-5.
- Eisenbahner vor Gericht. Eisenbahnunfälle. Transpress, Stuttgart 2011, ISBN 978-3-613-71403-8.
- Beruf Lokführer. Transpress, Stuttgart 2011, ISBN 978-3-613-71414-4.
- zusammen mit Reiner Preuß: Deutsche Reichsbahn intern. Geheime Akten, brisante Tatsachen. GeraMond, München 2011, ISBN 978-3-86245-109-8.
- Stellwerke deutscher Eisenbahnen. Seit 1870. In der Reihe Typenkompass. Transpress, Stuttgart 2012, ISBN 978-3-613-71445-8.
- Signale deutscher Eisenbahnen. Seit 1920. In der Reihe Typenkompass. Transpress, Stuttgart 2012, ISBN 978-3-613-71426-7.
- zusammen mit Lothar Schultz: Alles über den Molli. Transpress, Stuttgart 2013, ISBN 978-3-613-71454-0.
- Der neue Eisenbahnführer Deutschland. Ostdeutschland. GeraMond, München 2013, ISBN 978-3-86245-162-3.
- Reichsbahnreport – Zwischen Ideologie und Wirklichkeit. Transpress, Stuttgart 2015, ISBN 3-613-71516-3 (umfasst Band 1 und 2)

Außerdem war Erich Preuß Herausgeber der im GeraMond-Verlag, München, erscheinenden Loseblattsammlungen Das war die DR, Deutsche Reichsbahn. Das große Archiv des DDR-Schienenverkehrs ISSN 1860-5389 und Das große Archiv der deutschen Bahnhöfe ISSN 0949-2127.